# Ángela Becerra
Ángela Becerra Acevedo (Cali, 1957) è una scrittrice e poetessa colombiana.

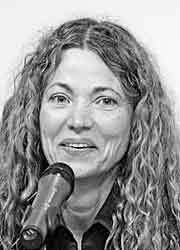
Ángela Becerra (2006, Berlin)

Ha studiato comunicazione e design e lavorato per agenzie pubblicitarie di Cali e Bogotà come scrittrice e direttrice creativa.
Nel 1998, si è trasferita a Barcellona, dove aveva deciso di dedicarsi alla letteratura. 

## Opere

### Romanzi
- De Los Amores Negados (2004)
- El Penúltimo Sueño (2005)
- Lo que le falta al tiempo (2007)
- Ella que todo lo tuvo (2009)
- Memorias de un sinvergüenza de siete suelas (2013)

### Raccolte di poesie
- Alma Abierta (2001)
- Alma abierta y otros poemas (2008)
- Amor con A (2008)

## Premi
- Latin Literary Award 2004 e 2006
- Premio Azorín 2005
- Premio Casa de América - Ed. Planeta 2009
- Premio Fernando Lara de Novela 2019 per il romanzo Algún día, hoy[1]